# Haus Friedrich-Ebert-Straße 16 (Weißenburg)

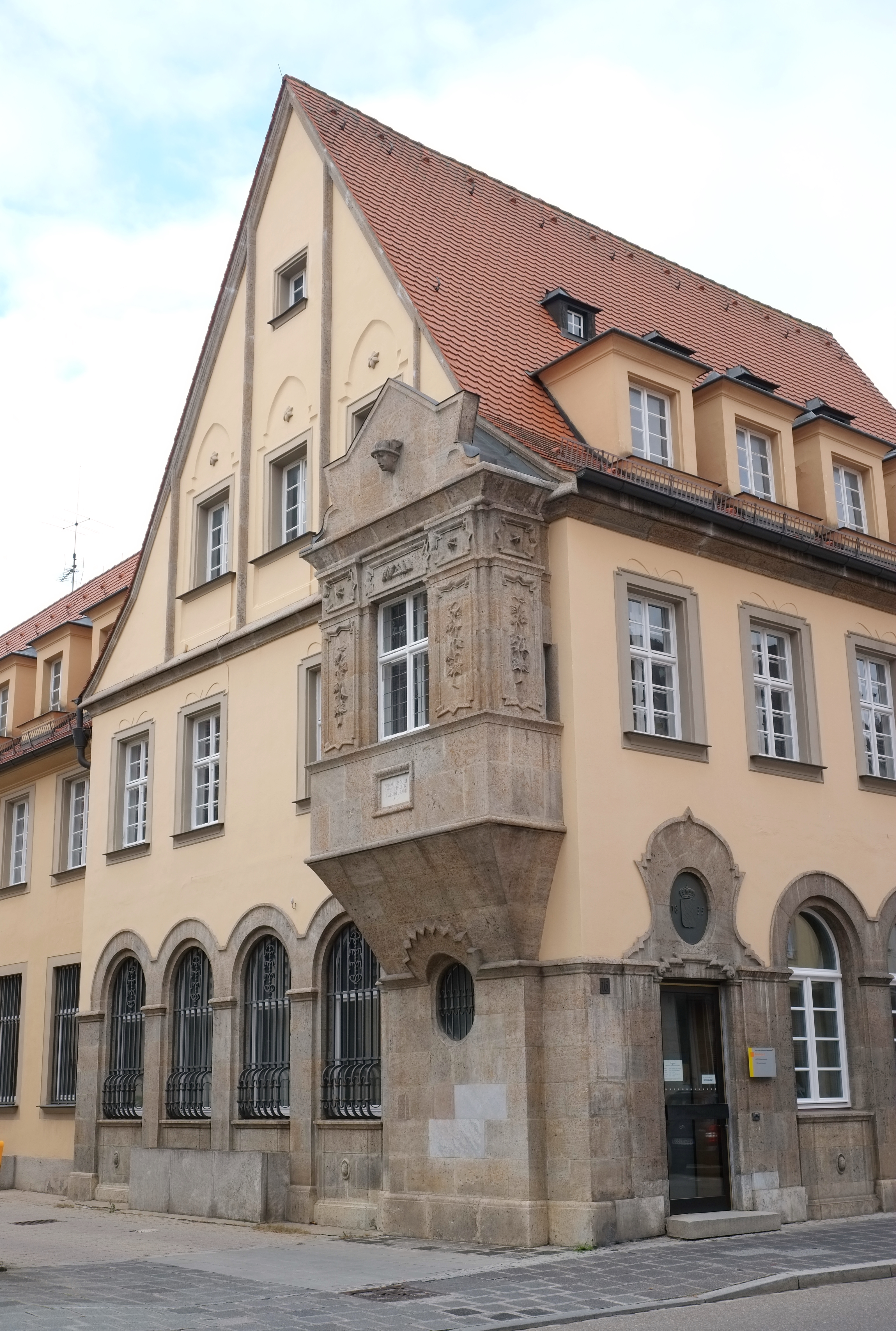
Das Gebäude von der Straßenseite aus; mittig sieht man den Erker

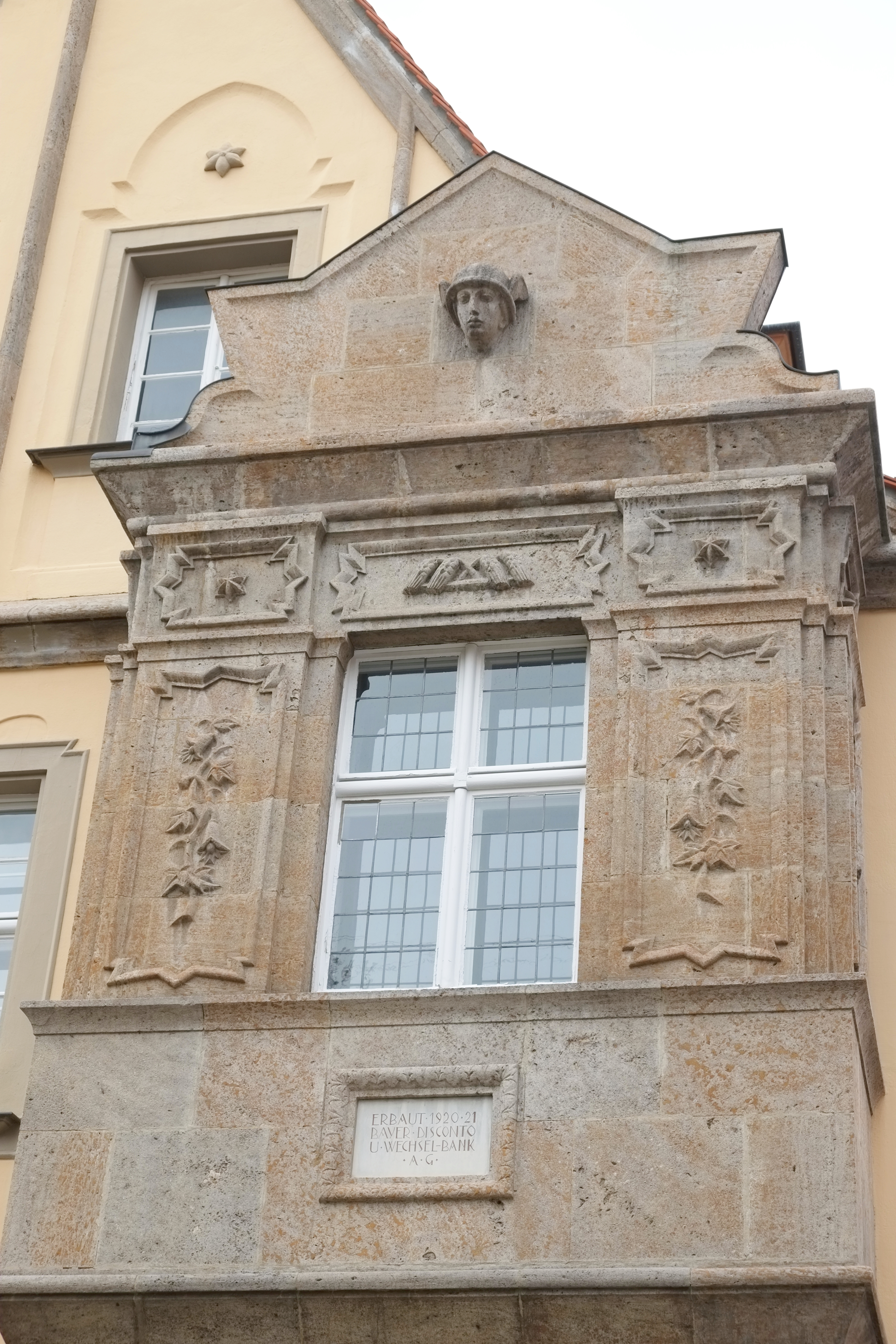
Blick auf den Erker

Das Haus Friedrich-Ebert-Straße 16 ist ein ehemaliges Bankhaus und steht in der denkmalgeschützten Altstadt von Weißenburg in Bayern im mittelfränkischen Landkreis Weißenburg-Gunzenhausen. Das repräsentative Gebäude ist unter der Denkmalnummer D-5-77-177-156 als Baudenkmal in die Bayerische Denkmalliste eingetragen.
Das Gebäude befindet sich in der südlichen Altstadt in direkter Nachbarschaft zur Alten Post, zum Landratsamt Weißenburg-Gunzenhausen und zum ehemaligen Augustinerkloster auf einer Höhe von 417 Metern über NHN.
Das Gebäude wurde als Bankhaus nach Plänen von Ludwig Ruff 1920/21 im Stil des Neuklassizismus und des Heimatstils errichtet. Es ist ein zweigeschossiger traufständiger Satteldachbau mit Erker und Gliederungen in Naturstein. Rückwärtig anschließend befindet sich ein Flügel mit Walmdach.